# قبولا
قبولاهي قرية ية من قرى قضاء عكار في محافظة الشمال.